# Ricardo Hocevar
Ricardo Hocevar (* 5. Mai 1985 in São Paulo) ist ein brasilianischer Tennisspieler.

## Karriere
Ricardo Hocevar spielt hauptsächlich auf der ATP Challenger Tour und der ITF Future Tour. Er konnte bislang elf Einzel- und zwei Doppelsiege auf der Future Tour feiern. Bei Challengers gewann er im Jahr 2012 ein Einzelturnier in Belém und ein Doppelturnier im Jahr 2009 in Manta. Zum 8. Juni 2009 durchbrach er erstmals die Top 150 der Weltrangliste im Einzel und seine höchste Platzierung war ein 149. Rang im Juni 2009. Im Doppel durchbrach er erstmals zum 21. September 2009 die Top 150 und erreichte als Bestwert den 148. Platz im September 2009.

## Erfolge
| Legende (Anzahl der Siege)  |
| Grand Slam                  |
| ATP World Tour Finals       |
| ATP World Tour Masters 1000 |
| ATP World Tour 500          |
| ATP World Tour 250          |
| ATP Challenger Tour (2)     |

### Einzel

#### Turniersiege
| Nr. | Datum           | Turnier | Belag     | Finalgegner      | Ergebnis   |
| --- | --------------- | ------- | --------- | ---------------- | ---------- |
| 1.  | 6. Oktober 2012 | Belém   | Hartplatz | Thiemo de Bakker | 7:61, 7:64 |

### Doppel

#### Turniersiege
| Nr. | Datum         | Turnier | Belag     | Partner     | Finalgegner                        | Ergebnis         |
| --- | ------------- | ------- | --------- | ----------- | ---------------------------------- | ---------------- |
| 1.  | 25. Juli 2009 | Manta   | Hartplatz | André Miele | Santiago González Horacio Zeballos | 6:1, 2:6, [10:7] |